# Habartov
Habartov (německy Habersbirk také Haberspirk) je město v okrese Sokolov v Karlovarském kraji. Žije zde přibližně 4 700 obyvatel.

## Historie
Poprvé se o Habartově zmiňuje v roce 1339 držba jistého Jana Prisnera. Ještě za vlády Jana Lucemburského se stal lenním statkem a jeho vrchním lenním pánem byli saští vévodové. V 15. století patřilo toto léno Perglerům z Perglasu, od roku 1573 Stolzům ze Simbsdorfu. Od nich koupili habartovské zboží v roce 1668 Nosticové za 13 500 zlatých. V témže roce jim propustil saský vévoda Hořic Habartov z lenního svazku.
Nosticové drželi potom habartovský statek jako dědičné zboží do roku 1719, kdy jej prodali za 33 tisíc zlatých Jindřichu Mulcovi z Valdova. V roce 1737 byl připojen Habartov k hertenberskému panství, ale od roku 1790 byl samostatným statkem s jedinou vsí. V tomto roce jej koupili habartovští poddaní, později jej vlastnila řada měšťanských podnikatelů. Na konci feudalismu byl Habartov vsí se 107 domy a téměř 700 obyvateli.
Díky rozvoji těžby uhlí a zpracovávání nerostů v těsné blízkosti Habartova došlo i k růstu obce, která měla na konci 19. století již 314 domů a téměř 1500 obyvatel. Po dalších třiceti letech zde žilo ve 425 domech tři a půl tisíce lidí. Při pokusu henleinovců dne 13. září 1938 o nacistický puč v českém pohraničí došlo v Habartově ke známé krvavé srážce, když se zdejší henleinovci pokusili obsadit četnickou stanici. Této události je věnována část expozice v Muzeu četnictva v budově bývalé školy (nyní knihovna).
Historické názvy obce jsou (latinské a německé): Birk, Birchech, Pirch, Pirck, Habersbirck, Haberspirck, Habersbirgk, Haberspirk, Haberpergkh, Heberspürg, Habersbirg, Habersbirk.

## Obyvatelstvo
Při sčítání lidu v roce 1921 zde žilo 3 135 obyvatel, z nichž bylo 207 Čechoslováků, 2 887 Němců, dva jiné národnosti a 39 cizinců. K římskokatolické církvi se hlásilo 3 077 obyvatel, 47 k evangelické církvi a 11 k izraelské církvi.
| Rok            | 1869  | 1880  | 1890  | 1900  | 1910  | 1921  | 1930  | 1950  | 1961  | 1970  | 1980  | 1991  | 2001  | 2011  | 2021  |
| -------------- | ----- | ----- | ----- | ----- | ----- | ----- | ----- | ----- | ----- | ----- | ----- | ----- | ----- | ----- | ----- |
| Počet obyvatel | 1 970 | 2 419 | 2 435 | 3 202 | 4 390 | 4 299 | 4 872 | 3 079 | 4 182 | 6 701 | 6 184 | 5 477 | 5 390 | 4 822 | 4 483 |
| Počet domů     | 260   | 322   | 327   | 355   | 426   | 448   | 591   | 585   | 526   | 555   | 527   | 527   | 568   | 619   | 662   |

| Rok            | 1869  | 1880  | 1890  | 1900  | 1910  | 1921  | 1930  | 1950  | 1961  | 1970  | 1980  | 1991  | 2001  | 2011  | 2021  |
| -------------- | ----- | ----- | ----- | ----- | ----- | ----- | ----- | ----- | ----- | ----- | ----- | ----- | ----- | ----- | ----- |
| Počet obyvatel | 1 185 | 1 043 | 1 033 | 1 630 | 2 128 | 3 135 | 2 596 | 2 319 | 3 610 | 5 490 | 5 249 | 4 791 | 4 560 | 3 910 | 3 613 |
| Počet domů     | 143   | 138   | 137   | 161   | 205   | 221   | 312   | 422   | 413   | 267   | 271   | 278   | 296   | 310   | 321   |

## Městská správa

### Části města
- Habartov
- Horní Částkov
- Lítov
- Kluč
- Úžlabí

### Městské symboly
Znak a vlajka byly městu uděleny rozhodnutím předsedy Poslanecké sněmovny Parlamentu České republiky dne 30. listopadu 2007.

## Pamětihodnosti
- Náhrobky Johanna a Gustava Hochbergerových
- Pomník zastřelených četníků

## Partnerská města
- Lengenfeld, (Německo)[10]
- Bad Berneck, (Německo)